# Pivrnc úr vendéglője
Pivrnc úr vendéglője (Hospoda U Pivrnce) egy népszerű étterem és söröző a Prága Josefov városrészében húzódó Maisel utcában (Maiselova 3, Praha 1).

## Története
Ruda Pivrnec alakját (a prágai kocsmák sörisszáinak egyik archetípusát) Petr Urban, az élsportolóból lett rajzfilmes alkotta meg. A figura gyorsan népszerűvé vált — olyannyira, hogy ő lett a cseh labdarúgó válogatott kabalafigurája. A csapat 1996-ban magával vitte az életnagyságú kabalát az angliai Európa-bajnokságra, ahonnan ezüstéremmel tért haza.
Az első (mára bezárt) Pivrnec Pub Petr Urban szülővárosában, Smržovkában nyílt meg 1993. december 3-án; ezt követte a Maisel utcai vendéglő és söröző, majd nyílt még egy, a Sportoló Pivrnechez címzett hely is, ugyancsak Prágában. A három vendéglátó hely közül 2015-ben már csak a Maisel utcai üzemelt, és az sem volt nyereséges — viszont nyílt egy új, Ústí nad Labemben.

## Felépítése, berendezése
Két szinten (földszint, pince) a boltívek alatt kb. 120 vendég fér el. A falakon elhelyezett (gyakran szexpozíciókat ábrázoló) karikatúrákat az ötletadó Petr Urban rajzolta. Sajnos, poénjaik a turisták számára nem nyilvánvaló, belpolitikai jellegűek. A polcokon elhelyezett kupák a cseh labdarúgók sikereire utalnak.

## Étel- és italválaszték
Az ételek között az ócseh konyha több specialitását is megtaláljuk:
- a Gulaš Pivrnec a borsos tokányra emlékeztet.

A modern konyha kedvelőinek:
- gombás spagetti zöldséggel és sajttal.[1]

Az ezredfordulón négyféle sört mértek, a környék többi kocsmájánál valamivel olcsóbban:
- Radegast,
- Pilsner Urquell (Plzeňský Prazdroj)
- Velkopopovický kozel,
- Pivo Pivrnec — ez a Louny Sörfőzde (Pivovar Louny a.s.) terméke, a helyszínnek megfelelő alkalmi néven, csapolt és palackos változatban is.[1]

## Nyitvatartás
Nyitva:
hétfő–péntek 11:30 – 24:00;
hétvégén — 12:00 – 24:00.
Az ezredfordulón főleg fiatalok látogatták.